# Elektrooptik
 Ikke at forveksle med Optoelektronik.
Elektrooptik er en gren af fysikken (med elektroteknik, materialevidenskab og materialefysik) og omfatter komponenter, apparater (fx lasere, lysdioder, bølgeledere osv.) og systemer, som fungerer ved udbredelsen og vekselvirkningen af lys med diverse "skrædersyede" materialer. Elektrooptik er essentielt det samme som populært i dag kaldes fotonik. Elektrooptik vedrører ikke kun "elektrooptiske effekter". Elektrooptik vedrører al vekselvirkning mellem elektromagnetisme (optik) og elektriske (elektroniske) materialetilstande.